# Élection présidentielle taïwanaise de 2016
L'élection présidentielle taïwanaise de 2016 se déroule en république de Chine (Taïwan) le 16 janvier 2016, le même jour que les élections législatives. Le président sortant n'est pas autorisé à se représenter après ses 2 mandats,.

## Contexte
Ma Ying-jeou, membre du Kuomintang (KMT), président sortant, ne peut se représenter après deux mandats. Il s'était depuis positionné en faveur d'une plus grande coopération avec la Chine (vols directs, accords commerciaux, hausse du tourisme entre les deux pays). Ce changement dans la diplomatie taïwanaise est critiqué par le Parti démocrate progressiste, qui tient à maintenir l'indépendance de l'île face au soft power de la Chine continentale, qui considère pour sa part que Taïwan n'est pas un pays indépendant mais une province sécessionniste. La popularité du KMT diminue et en 2014 a lieu le Mouvement Tournesol des Étudiants. Néanmoins, pour le politologue Eric Chen-hua, « en réalité, ce sont surtout les performances économiques désastreuses de Ma qui expliquent la débâcle du KMT. Il avait promis des dividendes du rapprochement avec la Chine. Mais ils ne sont pas venus. Et le peu de bénéfices de cette politique a creusé les inégalités sociales ».

## Résultats
Tsai Ing-wen sort vainqueur de ce scrutin avec près de 56 % des suffrages exprimés ce qui fait d'elle la première femme présidente de Taïwan. Son adversaire principal, Eric Chu ne récolte que 31 % des voix.